# Anfiteatro

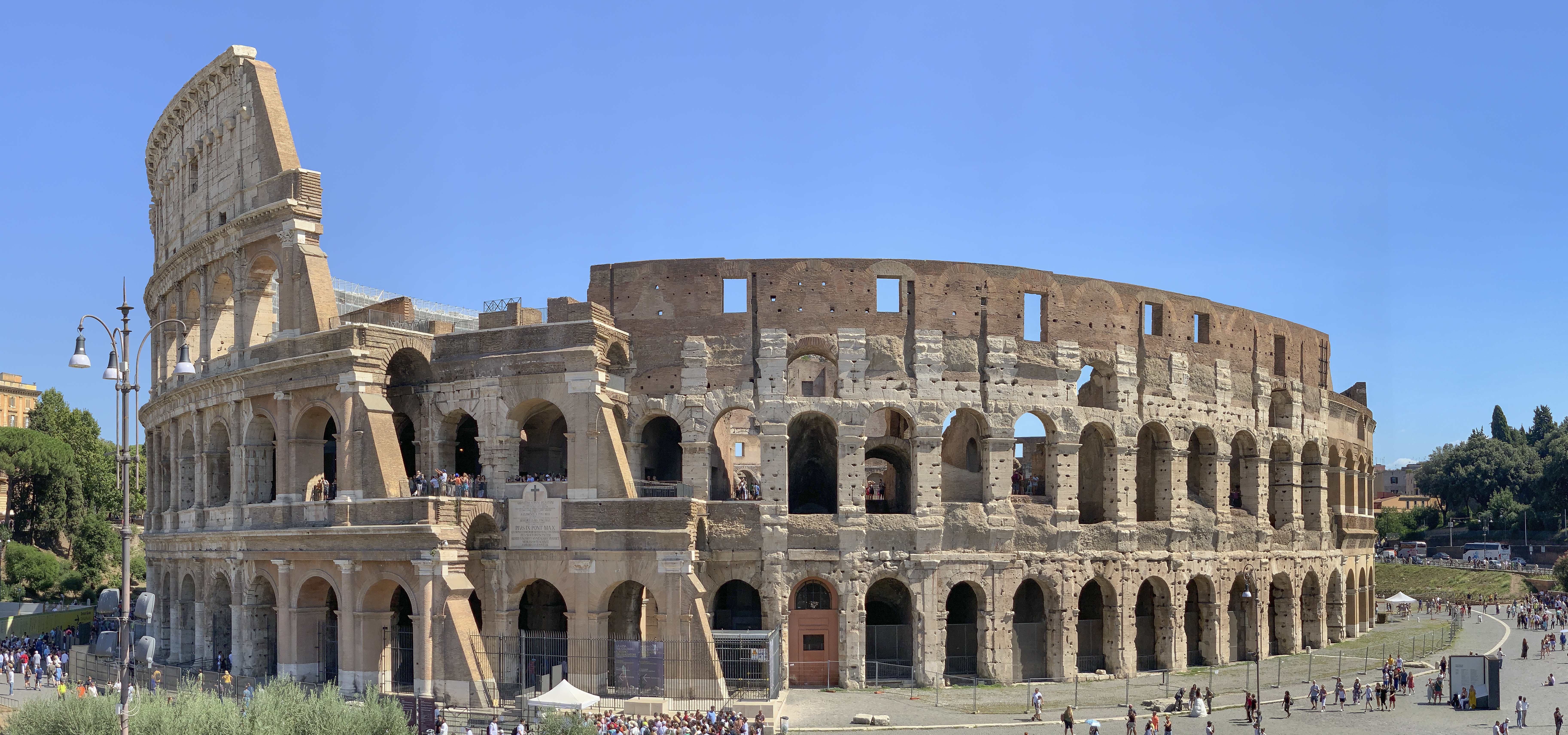
Il Colosseo (Anfiteatro Flavio) a Roma

L'anfiteatro (dal greco antico αμφί?, amphí, "doppio" e θέατρον, théatron, "teatro") è un edificio di forma ovale o ellittica usato per spettacoli pubblici. Nell'antichità classica (associato particolarmente all'antica Roma) veniva usato per i giochi gladiatori (chiamati anche munera) e per le venationes, ovvero gli scontri tra gladiatori (o uomini vestiti come essi) e animali (tra cui figuravano tigri, leoni, orsi, coccodrilli, rinoceronti ecc.).

## Anfiteatri antichi

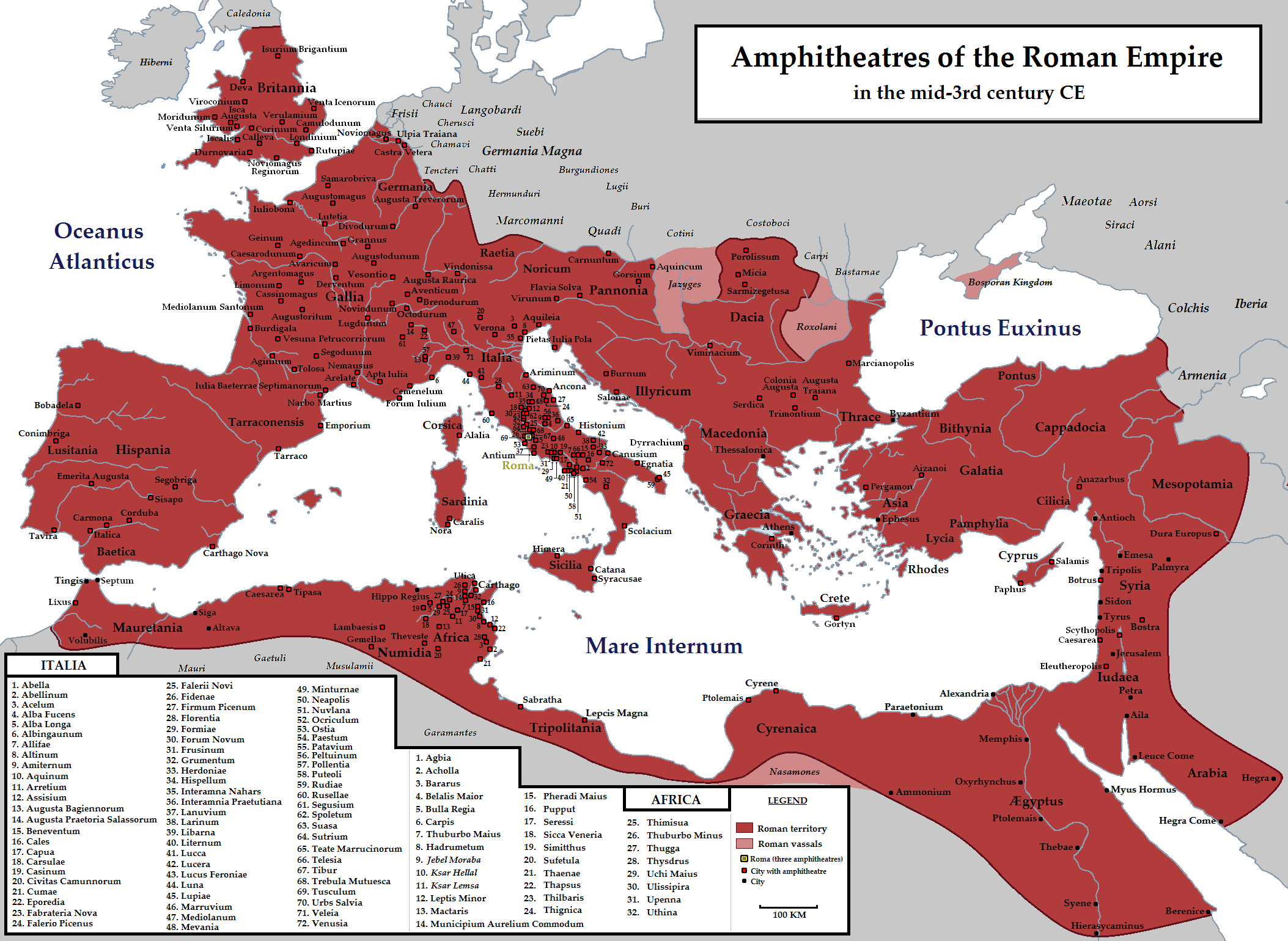
Anfiteatri del mondo romano.

A prescindere dalla funzione, la differenza esteriore tra un anfiteatro e un teatro romano è che l'anfiteatro è di forma pseudoellittica mentre il teatro è semicircolare e dotato di una scena sul lato rettilineo. Il nome "anfiteatro" non significa però "doppio teatro", come solitamente ritenuto, quanto piuttosto "spazio destinato agli spettatori che corre attorno all'arena". L'errore deriva dall'ambiguità del prefisso greco ἀμφί che può tradursi sia come "doppio" che come "attorno";. Etimologicamente il termine discende quindi dal greco ἀμφιθέατρον, ovvero "teatro tutt'intorno".
L'anfiteatro è diverso anche dal circo romano che ha una forma molto più allungata (di solito supera i 555 m) con il lato breve, corrispondente ai 'carceres', rettilineo, e che era usato per corse di cavalli aggiogati a carri. Tuttavia i circhi sono forse meno comuni e certamente meno noti, mentre l'anfiteatro (assieme al teatro e alle terme) rappresenta un monumento tipico di ogni città romana grande o piccola.
Il primo anfiteatro permanente fu quello di Pompei, costruito nel 70 a.C., come testimoniato dalla iscrizione dedicatoria in duplice copia, dai duoviri della colonia. Il primo anfiteatro permanente in Roma fu l'anfiteatro di Statilio Tauro, eretto nel 29 a.C.
L'anfiteatro più famoso al mondo è l'anfiteatro Flavio, detto Colosseo, costruito dalla dinastia dei Flavi. In particolare fu iniziato dall'imperatore Vespasiano e fu terminato (e sontuosamente inaugurato) dal figlio Tito. Le dimensioni raggiunte da queste fabbriche erano impressionanti: il Colosseo arriva a misurare nei due diametri esterni 188 x 156 m, con un'arena centrale di 86 x 54 m. Prima della sua erezione il più imponente era probabilmente l'anfiteatro di Capua (I-II secolo) con i diametri 170 x 140 m. 
L'Anfiteatro di Verona è tra i meglio conservati, tant'è ancora utilizzato per spettacoli lirici e altre attività di spettacolo: la pianta ellittica dell'Arena di Verona in epoca romana misurava 152 x 123 metri e oggi misura 137 x 110 metri, a seguito della caduta dell'anello esterno avvenuta nel Medioevo, di cui oggi rimane solo una piccola parte denominata "Ala". Il suo ottimo stato di conservazione, soprattutto nelle parti interne e nelle gradonate è dovuto ai sistematici restauri eseguti dalla Serenissima Repubblica di Venezia a partire dal Seicento e continuati nei secoli successivi. A partire dall'anno 1913 nel periodo estivo ospita il Festival lirico areniano.
L'anfiteatro di El Jem, tardo e mai ultimato ma in ottimo stato di conservazione, misura 148 x 122 m, mentre l'Anfiteatro Flavio di Pozzuoli arriva a misurare 147 x 117 m. Purtroppo, in molti casi, di detti edifici non rimane molto e le loro notevoli dimensioni le si possono solo immaginare, sulla base di restituzioni matematiche che su basi teoriche permettono di ipotizzare le misure di questi edifici ludici. Di seguito riportiamo un elenco degli anfiteatri di notevoli dimensioni, con i loro rispettivi - ipotetici - diametri maggiori:

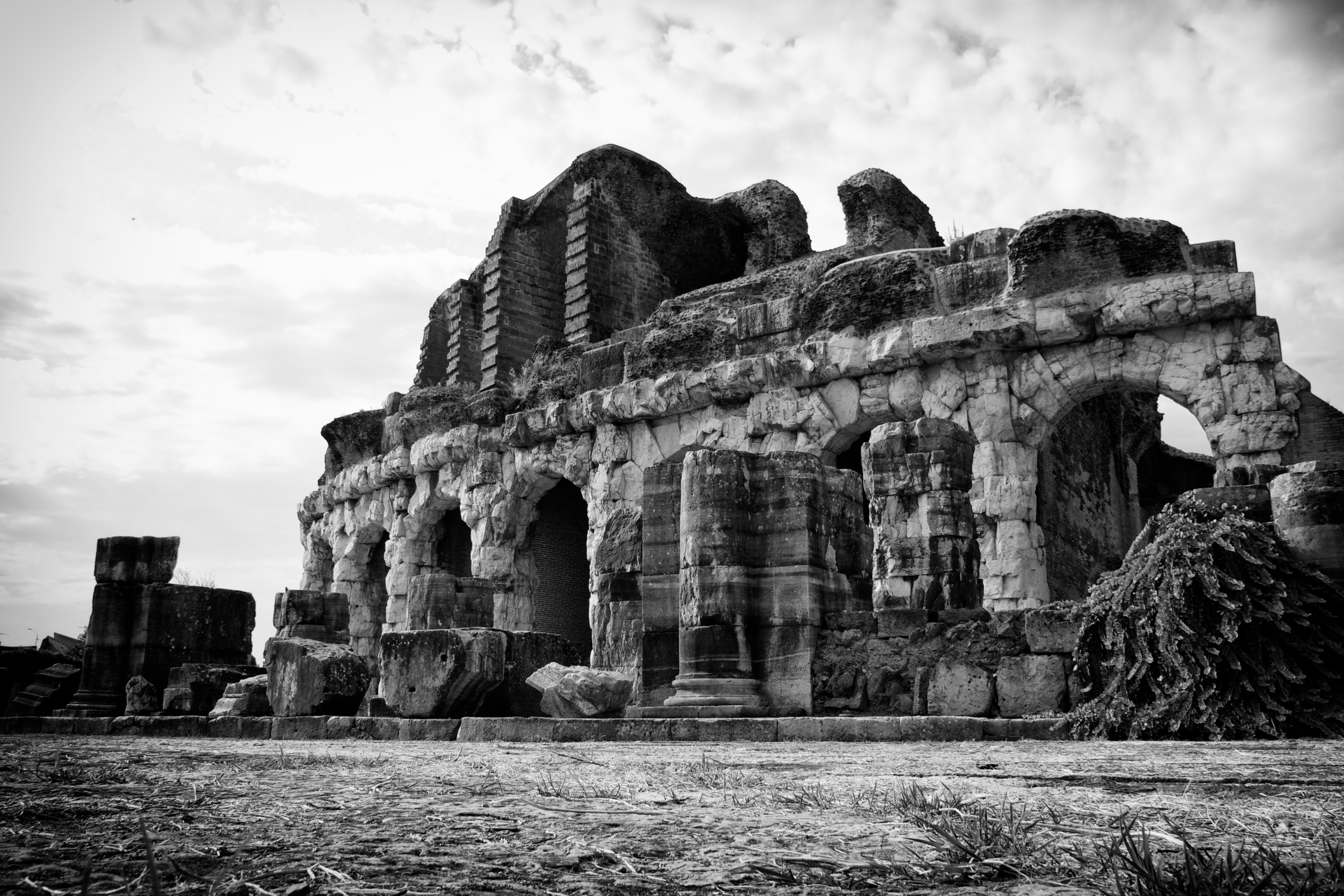
L'anfiteatro campano, a Capua, servì come modello per il Colosseo e fu il luogo dove il gladiatore Spartaco guidò la sua rivolta contro Roma.

- Anfiteatro romano di Milano (II-III secolo, 155 x 125), di cui rimangono pochi resti.
- Anfiteatro romano di Siracusa (140 x 119 m). Ne rimane l'arena e la sola prima galleria con relativa gradinata, interamente intagliate nella roccia.
- Anfiteatro romano di Catania (II secolo d.C.?), oggi quasi del tutto interrato[2]. Tale edificio, secondo le prime ricostruzioni, superava i 160 m di diametro maggiore, mentre secondo altre ricostruzioni misurerebbe 125 x 105 m.

Infine, altre grandi costruzioni del genere sono quelle di Arles (136 x 107 m), Nîmes (133 x 101), Pola (132 x105), Lucera (126 x 94), Tarragona (109,50 x 86,50 m), Lecce (102 x 83) e Lucca (107 x 79), di cui oggi resta solo l'omonima Piazza dell'Anfiteatro. Tra i più famosi ricordiamo invece l'anfiteatro di Pompei, chiuso agli spettacoli per ben 10 anni, a seguito della celebre zuffa fra Pompeiani e Nocerini.
Gli anfiteatri dell'Impero Romano erano 176.

### I giochi
L'edificio è legato ai giochi gladiatorii, i combattimenti tra gladiatori variamente armati, e alle venationes, ovvero spettacoli che comprendono animali, sia in forma di caccia più o meno ritualizzata, sia in forma di combattimento in cui uomini o animali vengono variamente penalizzati.
L'origine di questi giochi risale forse a giochi che si tenevano in occasione dei funerali, ampiamente documentati nell'antichità. Nell'Italia meridionale (in particolare presso i Sanniti) sono descritti combattimenti anche cruenti in occasione delle cerimonie funebri.
L'originario collegamento con funzioni religiose si attenuò col passare del tempo.
I combattimenti tra gladiatori conquistarono in breve la città di Roma, dove i giochi venivano dapprima ospitati in luoghi non propri, poi ebbero sede in una struttura in legno, e infine ebbero un edificio monumentale degno della popolarità che riscuotevano nella Capitale. Da Roma in breve tempo si espansero in tutto l'Impero, dalle grandi città fino nei luoghi più sperduti. Ed erano edifici di solito imponenti. Ad esempio, in un piccolo centro come Cividate Camuno è stato portato alla luce un anfiteatro di 73 x 65 metri dotato di vari servizi, una palestra e terme riservate ai gladiatori.
La grande espansione degli anfiteatri in tutto l'Impero si ha tra il I e il II secolo d.C.
Questi giochi godevano di una grande popolarità, e affluivano spettatori sia dalle città vicine, sia dalla campagna. Il numero di posti disponibili ci pare oggi modesto rispetto agli stadi moderni: l'anfiteatro più grande, il Colosseo, conteneva verosimilmente 40.000 o 50.000 spettatori, ma non sono rari anfiteatri con 2000-2500 posti che erano folle considerevoli per la popolazione dell'epoca.
Per facilitare gli spostamenti degli spettatori locali e dei forestieri, di solito gli anfiteatri erano collocati in periferia o fuori le mura lungo direttrici importanti.
I casi tipici di anfiteatri posti fuori le mura sono quelli di Verona o di Milano.

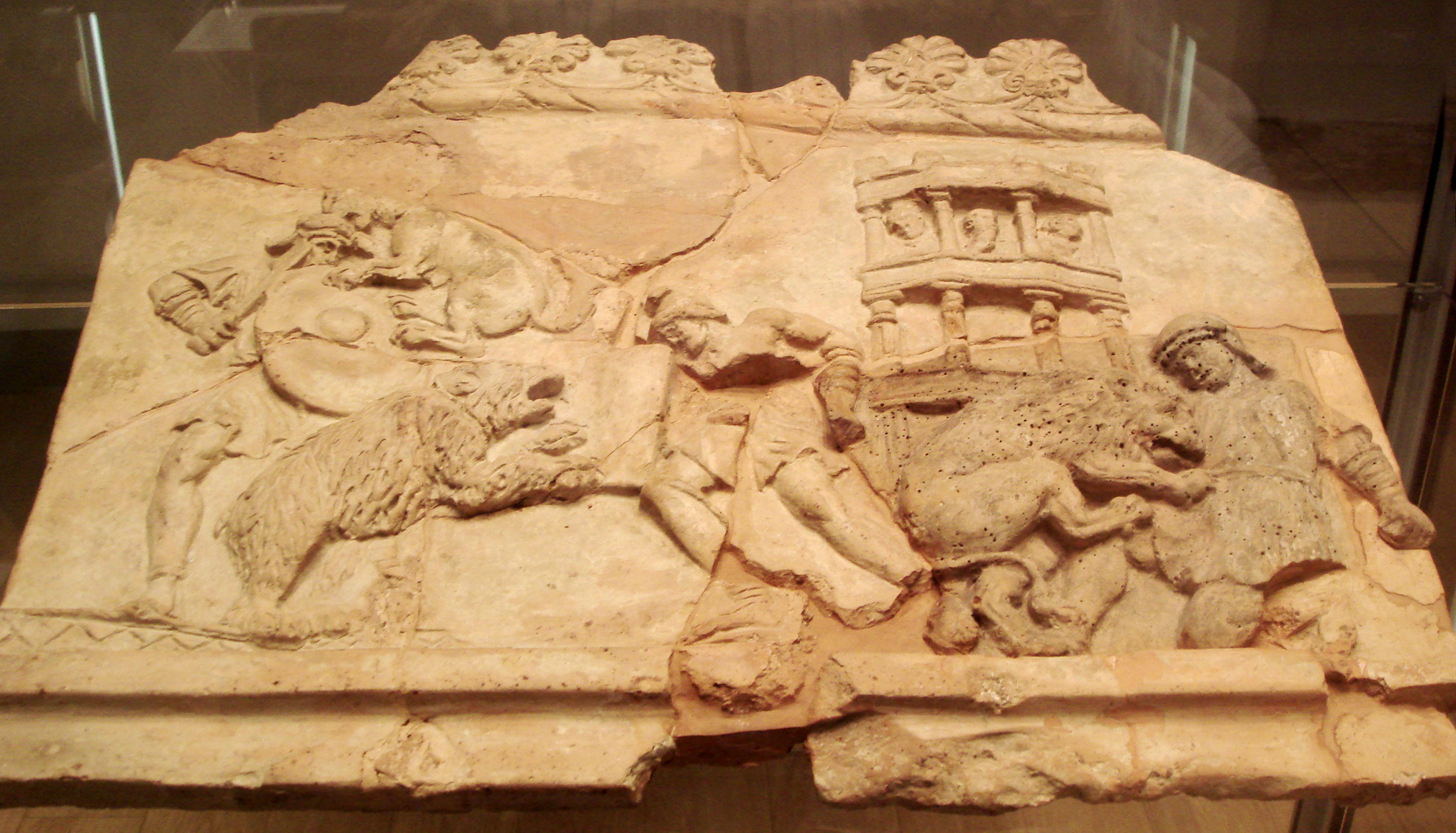
Tavola di terracotta antico-romana, del secolo I, conservata nell'Antiquarium di Milano, con scena di venatio (caccia alle fiere nell'arena)

Dopo la diffusione del Cristianesimo i giochi furono osteggiati dalle autorità religiose per la loro disumanità. Già dal IV secolo alcuni anfiteatri iniziarono ad essere demoliti (le pietre della summa cavea a Milano furono impiegati per le fondazioni della basilica di San Lorenzo nel IV-V secolo). La popolarità dei giochi durò nel tempo, eludendo sovente le proibizioni emanate dalle autorità. Costantino li vietò fin dal 326; sembra che a Costantinopoli l'interdizione fosse osservata, mentre nel 397 a Roma sono ancora citate le scuole di gladiatori (i ludi). Costanzo II li impose di nuovo, Valentiniano III decretò la fine dei giochi, anche se gli ultimi che si tennero al Colosseo furono celebrati da un regnante barbarico Teodorico nel VI secolo.

## Struttura
Il centro dell'anfiteatro è costituito da un'area pianeggiante a forma di ovale policentrico o più raramente di ellisse, coperta di sabbia, e chiamata arena. L'arena (dal latino harena, "sabbia"), è lo spazio centrale dell'anfiteatro, nel quale si svolgevano gli spettacoli dei combattimenti di gladiatori (munera), le cacce o i combattimenti con animali (venationes), a cui gli spettatori assistevano, con molto interesse, dalle gradinate della cavea. Questo spazio era ricoperto di sabbia bianca, proveniente dal deserto del Sahara, per assorbire meglio il sangue degli animali o degli uomini feriti durante i combattimenti. Durante lo spettacolo, che durava l'intera giornata, la sabbia veniva periodicamente rinnovata da apposite squadre di operai, detti harenari. Anche lo spazio centrale del circo, dove si svolgevano le gare di corsa dei cani, era ugualmente rivestito di sabbia e aveva lo stesso nome. Tutto attorno si sviluppa la cavea, ossia l'insieme delle gradinate in muratura, dove prendevano posto gli spettatori. Queste gradinate erano di solito divise in settori, in modo che spettatori di censo e categoria sociale diversi non fossero mescolati. Da un lato vi era una costruzione speciale, in sostanza una tribuna riservata alle autorità (pulvinar). Gli spettatori entravano nella cavea e ne uscivano attraverso apposite porte poste a vari livelli, che davano accesso a scale e corridoi che, settore per settore, davano su ingressi esterni differenti, per far sì che le diverse classi sociali potessero muoversi su percorsi anch'essi separati. Questi accessi erano chiamati vomitoria.

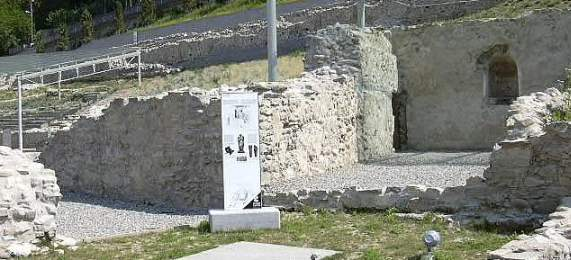
Sulla destra un sacello, dove i gladiatori si fermavano a pregare prima dei combattimenti.

Le gradinate terminavano esternamente con un muro che circondava tutto l'anfiteatro (il muro di summa cavea) che negli anfiteatri maggiori portava un anello di pietra con dei fori. In questi fori venivano posti dei pali che reggevano dei velaria, ovvero delle grandi tele che servivano a fare ombra (e forse a proteggere dalla pioggia) agli spettatori, che venivano manovrate da personale specializzato, a volte ingaggiato fra i marinai esperti nell'arrampicarsi sugli alberi delle navi per manovrare le vele.

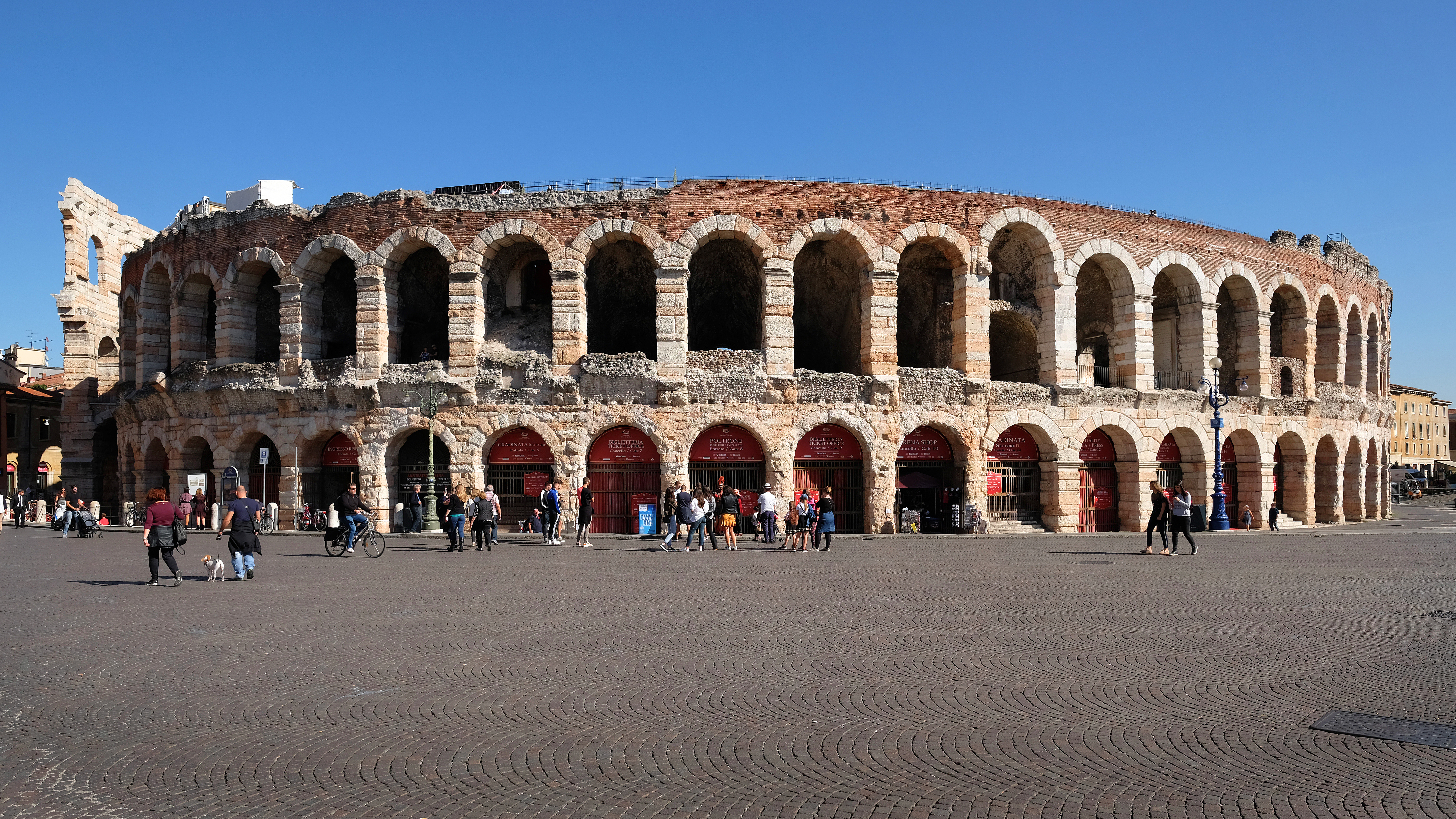
Arena di Verona

Nelle costruzioni o negli spazi dentro la costruzione vi erano molti locali di servizio finalizzati agli usi più disparati: dal magazzinaggio di attrezzature o scenari, alla ritenzione degli animali destinati ai combattimenti (carceres), ai vani destinati ai gladiatori quali palestre o terme (talvolta collocati invece nei pressi dell'anfiteatro), e luoghi di preghiera per coloro che si preparavano ai combattimenti. A Roma è famosa la Meta Sudans, una fontana dove i gladiatori andavano a lavarsi o a medicarsi le ferite. L'apparato per la gestione degli anfiteatri era enorme, comprendendo gli addetti alla movimentazione delle scene nell'arena (o sotto l'arena), i manovratori dei velari sopra la cavea, i sorveglianti delle entrate e delle uscite, gli incaricati al nutrimento e alla cura degli animali, e altri protagonisti di svariati servizi connessi con gli spettacoli quale, ad esempio, la rimozione dall'arena di uomini e animali feriti o uccisi nel corso dei combattimenti. I locali di servizio erano dunque numerosi e articolati. Al giorno d'oggi non è ancor chiara la funzione di alcuni di essi.
A volte vi erano dei sistemi ingegnosi per fare entrare gli animali nell'arena senza che aggredissero gli addetti. Vi erano dei corridoi che permettevano di inserire dei pali da una parete all'altra, attraverso dei fori posti a distanze regolari sulle pareti stesse. Inserendo i pali dietro gli animali, si impediva che tornassero indietro, e sfilando i pali davanti agli animali gli si permetteva di progredire verso l'arena. Si tratta quindi di un sistema di gabbie mobili, di cui l'unico esempio ben conservato è presente nel piccolo anfiteatro di Cividate Camuno. 

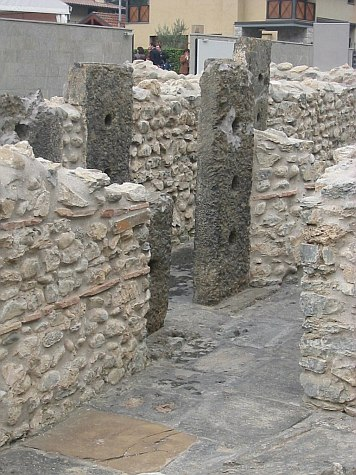
Il corridoio dove dei pali (infilati o sfilati dai fori) potevano trasformarlo in gabbie mobili per gli animali. (Cividate Camuno)

I grandi anfiteatri erano costruzioni imponenti, tutte fuori terra e su un terreno in apparenza pianeggiante. Tuttavia vi sono due rilievi da fare:
1. In primo luogo vari anfiteatri sono costruiti in realtà su un avvallamento naturale o artificiale. In questo caso scavando l'arena si poteva risparmiare un po' di opera muraria. Il Colosseo stesso è costruito su un luogo dove in precedenza vi era un laghetto, e per questo era possibile allagare l'arena e svolgervi perfino delle battaglie navali. L'arena in alcuni casi poggiava sul terreno vero e proprio, in altri casi (di nuovo nel caso del Colosseo in epoca successiva) vi era un pavimento mobile, con botole o a pannelli, che mediante appositi macchinari o montacarichi consentiva di far comparire o scomparire elementi scenografici, persone o animali. Alla base degli anfiteatri non è raro verificare la presenza di varie altre costruzioni sotterranee, come l'imponente sistema di canalizzazioni sotto l'Arena di Verona.
2. In secondo luogo (soprattutto negli anfiteatri minori) si poteva appoggiare uno dei due bordi lunghi dell'ellisse ad una pendenza o ad una collina. Lo scavare le gradinate in un pendio è tipico dei teatri sia greci che romani (un esempio fra tutti quello di Efeso), e quindi per costruire un teatro si ricorreva, se possibile, proprio al fianco di una collina, tuttavia vi sono casi in cui la pendenza è stata sfruttata anche per la cavea degli anfiteatri. Per citare un caso, l'anfiteatro romano di Siracusa rappresenta la situazione tipica, essendo per buona parte scavato nella roccia, mentre l'anfiteatro romano di Catania è costruito in parte su un'area pianeggiante e in parte (per un terzo circa della sua estensione) addossato al colle Montevergine.

Le fondazioni di questi edifici erano di solito in opus caementicium cioè ciottoli o pietrisco legati con malta di calce, e sopra di esse iniziava l'opera in muratura che poteva comprendere componenti lapidee e marmoree e raggiungere altezze attorno ai 50 metri. Il paramento esterno dell'anfiteatro, ad arcate, era ornato con colonne, lesene e relativi capitelli di diverso stile con l'aumentare dell'altezza, come d'uso abituale nella contaminatio architettonica romana, con varie decorazioni e statue, in modo a conferire ad esso un aspetto monumentale e fastoso.

## Elenco degli anfiteatri romani
Le rovine di decine di anfiteatri sono stati individuati nelle più disparate aree dell'impero romano e la presenza di molti altri è attestata da iscrizioni ed altre fonti storiche. Sono oltre 230.

## Anfiteatri contemporanei
Nell'accezione moderna, il termine anfiteatro è spesso erroneamente usato in riferimento a aree semicircolari, acusticamente insonorizzate, in particolar modo se all'aperto.
Un anfiteatro naturale, anche questa definizione in uso ma impropria ed errata che confonde la tipologia classica del teatro greco con l'anfiteatro romano, è uno spazio teatrale situato a ridosso di una montagna o di una formazione rocciosa particolare che naturalmente amplifica o rimanda il suono, rendendolo ideale per spettacoli musicali e teatrali. Il termine anfiteatro è anche usato in modo improprio per descrivere le formazioni naturali di questo tipo, anche se mai utilizzato per fini teatrali.
Notevoli sono gli anfiteatri naturali di Echo Rock, Nuovo Messico, Cedar Breaks National Monument e Red Rocks, Colorado.